# 王莉莉 (1949年)
王莉莉（1949年11月—），女，汉族，河南洛阳人，中华人民共和国政治人物，曾任中央纪委驻国家广播电影电视总局纪检组组长、总局党组成员。